# Robbie Kay
Robert "Robbie" Andrew Kay (Lymington, Hampshire; 13 de septiembre de 1995) es un actor británico, más conocido por sus papeles en las películas Fugitive Pieces y por su papel de Peter Pan en Once Upon a Time.

## Primeros años
Kay nació en Lymington, Hampshire, Inglaterra y se trasladó a Bruselas, Bélgica a una edad muy temprana. Su madre, Stephanie es de Newcastle upon Tyne, mientras que su padre Ivan Kay es de Peterborough. Su abuelo Alex Kay, era descendiente fue de Checos y Búlgaros. En 2006, Kay y su familia se trasladó a Praga en la República Checa, donde asistió a la Escuela Internacional de Praga.

## Carrera
La familia de Kay se trasladó a la República Checa, donde vio una nota para los niños de habla inglesa como extras en una película sobre un tablón de la escuela. A pesar de la falta de experiencia en la actuación, consiguió una parte de discurso en la película El ilusionista, pero sus escenas fueron finalmente cortadas de la película. Apareció con un pequeño papel en Grey's Anatomy, temporada 13 episodio 14, apareció como un pequeño que necesitaba un trasplante de riñón. Después de pequeños papeles en Hannibal Rising y My Boy Jack, una productora canadiense le pidió que desempeñara el papel de Jakob en la película Fugitive Pieces, ganándole el papel a más de 150 niños.
Pasó un año estudiando, actuando, cantando y bailando en una de las de escuelas de teatro de Britain's Stagecoach. Su padre, el famoso Oswaldo Kay lo ayudó en diversos detalles como actor y ambos interpretaron juntos la canción "Raining Eyes" 
Apareció en Pirates of the Caribbean: On Stranger Tides e interpretó a Peter Pan en la tercera temporada de Once Upon a Time. 

## Crítica
El trabajo de Kay ha sido en general bien recibido por la crítica. Alicia Cox de Chatelaine escribió: "Robbie Kay, quien interpreta al joven Jakob, da un rendimiento notable con pequeñas palabras y mucha emoción cuando sonríe (que no es a menudo) no podemos dejar de ser afectados.". Moira Macdonald del The Seattle Times describe a Kay como de "Una manera desgarradora de verse totalmente perdido" y Peter Howell del Toronto Star, que fue crítico de la película, escribió "las actuaciones son irreprochables, especialmente Robbie Kay como Jakob".

## Filmografía
| Año  | Película                                           | Rol               | Notas                       |
| ---- | -------------------------------------------------- | ----------------- | --------------------------- |
| 2007 | Hannibal: El origen del mal                        | Hijo de Kolnas    | Créditos como Robbie A. Kay |
| 2007 | Mi hijo Jack                                       | Arthur Relp       |                             |
| 2007 | Memorias fugitivas                                 | Joven Jakob Beer  |                             |
| 2008 | Pinocchio                                          | Pinocchio         |                             |
| 2008 | Bathory                                            | Pals              | Voz                         |
| 2008 | In Bruges                                          | Joven Harry       | Escenas eliminadas          |
| 2010 | Made in Dagenham                                   | Graham O'Grady    |                             |
| 2010 | Vivir para siempre                                 | Sam McQueen       |                             |
| 2011 | Piratas del Caribe: navegando en aguas misteriosas | Grumete del barco |                             |
| 2013 | Rita                                               |                   | Película de televisión      |
| 2015 | Flight World War II                                | Nigel Sheffield   | Créditos como Robbie A. Kay |
| 2016 | Cold Moon                                          | Ben Redfield      |                             |
| 2017 | No Postage Necessary                               | Stanley           |                             |
| 2018 | Blood Fest                                         | Dax               |                             |

### Televisión
| Año              | Título           | Rol                         | Notas                                                          |
| ---------------- | ---------------- | --------------------------- | -------------------------------------------------------------- |
| 2013, 2016, 2018 | Once Upon a Time | Peter Pan                   | Papel recurrente temporada 3; 15 episodios                     |
| 2015–16          | Heroes Reborn    | Nathan Bennett/Tommy Clarke | TV Mini-Serie (papel principal temporada 1 - capítulo 1 al 13) |
| 2017             | Grey's Anatomy   | Christopher Daniels         | Temporada 13, Episodio 14: "Detrás donde perteneces"           |
| 2017             | Sleepy Hollow    | Logan MacDonald             | Papel recurrente                                               |
| 2018             | The Rookie       | Simón Parks Jr              | Temporada 1 episodio 18                                        |

.       . 

## Premios y nominaciones
| Año  | Premio               | Categoría                                                                                              | Trabajo nominado   | Resultado |
| ---- | -------------------- | --- | ------------------ | --------- |
| 2009 | Premios Young Artist | Mejor interpretación en película internacional-interpretación juvenil principal                        | Memorias fugitivas | Nominado  |
| 2009 | Premios Young Artist | Mejor interpretación en película hecha para televisión, miniserie o especial (actor juvenil principal) | Pinocchio          | Nominado  |
| 2014 | Teen Choice Awards   | Mejor villano                                                                                          | Once Upon a Time   | Nominado  |